# Pakah
Pakah is een bestuurslaag in het regentschap Ngawi van de provincie Oost-Java, Indonesië. Pakah telt 4487 inwoners (volkstelling 2010).